# Vejrhøj
Vejrhøj er en bakke med en stor gravhøj, beliggende ved Nekselø Bugt i Odsherredbuerne i Odsherred, Nordvestsjælland. Den er den markante top i det fredede område Bjergene.
Toppen af gravhøjen befinder sig 121 meter over havet. Dermed er den det tredjehøjeste jordpunkt på Sjælland. Fratrukket gravhøjen er punktet ca. 113 meter over havet. Selve bakken er en af de bakker med mest markant højdeforskel i Danmark.
Navnet Vejrhøj refererer både til bakken og gravhøjen. Vejrhøj lægger desuden navn til den såkaldte Vejrhøjbue, som er en meget stor randmoræne skabt af en gletsjertunge i istiden.
På Vejrhøj er der et postament af 1. orden.
I 1. bind af Tolkiens trilogi Ringenes Herre optræder en bakketop, der på engelsk hedder Weathertop - i den danske oversættelse af Ida Nyrop Ludvigsen kaldes den for "Vejrhøj".